# Hilario Fernández Long
Hilario Fernández Long (Bahía Blanca, 12 settembre 1918 – Necochea, 23 dicembre 2002) è stato un ingegnere argentino, membro del Partido Demócrata Cristiano.
Rettore dell'Università di Buenos Aires tra il 1965 e 1966 e professore emerito della stessa Università e della Pontificia università cattolica argentina, nel 1983 divenne membro della Comisión Nacional sobre la Desaparición de Personas. Nel 2003 ricevette, postumo, il premio Konnex per la scienza e la tecnologia.